# 도요오카촌 (에히메현)
도요오카촌(豊岡村)은 에히메현 우마군에 설치된 촌이다. 